# Biomolekuła

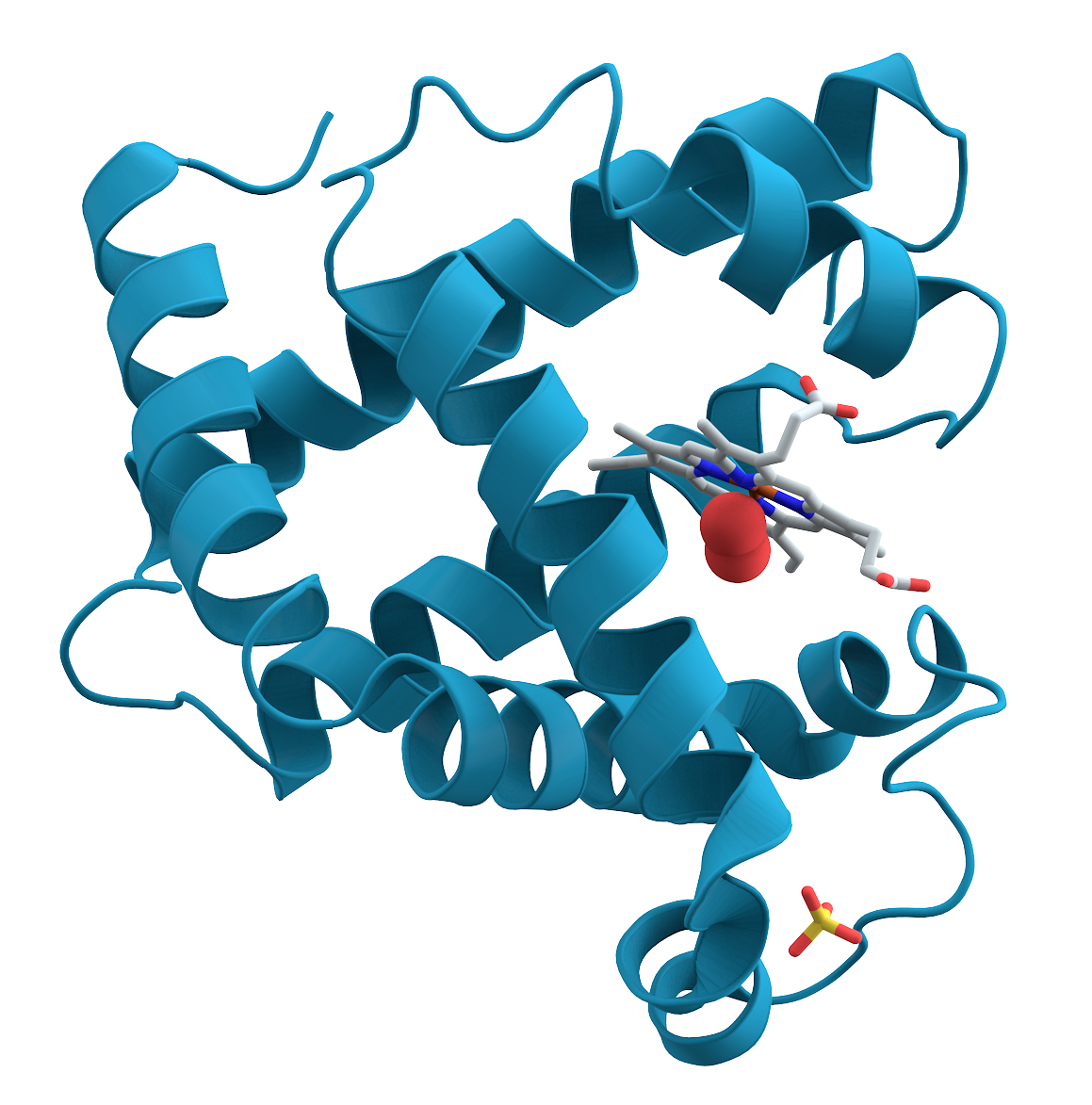
Trzeciorzędowa struktura mioglobiny (schemat) – wstążki tworzące helisy alfa zwinięte w „kłębuszek” (zob. zwijanie białka, ang. globular proteine). Strukturę tej złożonej cząsteczki poznano dzięki rentgenografii strukturalnej. Za badania takich struktur Max Perutz i Sir John Cowdery Kendrew otrzymali w 1962 Nagrodę Nobla w dziedzinie chemii (uzasadnienie: „for their studies of the structures of globular proteins”).

Biomolekuła, biocząsteczka, cząsteczka biologiczna – każda cząsteczka chemiczna biorąca udział w procesach biologicznych. 
Do biomolekuł należą między innymi:
- lipidy, glikolipidy, sterole
- witaminy
- hormony, neuroprzekaźniki
- metabolity.

Niektóre biocząsteczki występują w formie monomerów oraz wchodzą w skład oligomerów i polimerów:
| Biomonomery   | Biooligomery    | Biopolimery                                                                    | Rodzaj polimeryzacji     | Wiązanie między monomerami |
| ------------- | --------------- | ------------------------------------------------------------------------------ | ------------------------ | -------------------------- |
| aminokwasy    | oligopeptydy    | polipeptydy, białka (np. hemoglobina)                                          | polikondensacja          | wiązanie peptydowe         |
| monosacharydy | oligosacharydy  | polisacharydy (np. celuloza)                                                   | polikondensacja          | wiązanie glikozydowe       |
| izopren       | terpeny         | politerpeny, np. trans-1,4-poliizopren (gutaperka), cis-1,4-poliizopren (guma) | polimeryzacja łańcuchowa |                            |
| nukleotydy    | oligonukleotydy | kwasy nukleinowe (DNA, RNA)                                                    |                          | wiązanie fosfodiestrowe    |